# Будителі
Буди́телі (чеськ. buditelé, англ. buditelius, словац. buditelia, словен. buditelj, болг. будители, буквально — «ті, хто пробуджують»,) — активісти національного, культурного й мовного відродження в середовищі слов'янських народів кінця 1849 р.р., рух національно свідомої інтелігенції у чеських, словацьких, хорватських, словенських, болгарських, українських землях.
Назву «будителі» ватажки національних рухів отримали за заклики до співплемінників «прокинутися від багаторічного сну» і згадати про своє давнє коріння. Першість належала чехам — Йозефу Добровському та Йозефу Юнгману. «Батьком» словацької літературної мови вважають Людовита Штура.
Хорватську граматику уклав Людевит Гай. Гай був прихильником об'єднання південних слов'ян в єдину спільноту, яку він називав іллірійською — за назвою давніх мешканців Балкан, яку використовували й французи під час свого недовгого панування в Хорватії і Словенії. Саме тому хорватський правопис був створений на основі говірки, ближчої до сербської мови. Зусиллями Гая і його однодумців була створена перша газета хорватською мовою, засновані Національний музей, Економічне товариство, численні бібліотеки і спілка «Іллірійська матиця», що опікувалася книговиданням.

## В Україні
На території сучасної України рух будителів був представлений насамперед у Закарпатті. Під ім'ям будителів в історію Закарпаття увійшли відомі культурно-політичні діячі кінця XVIII — першої половини XIX століття Іоанікій Базилович, Олександр Духнович, Михайло Лучкай, А. Добрянський та інші.
Закарпатські «будителі» ставили метою збуджувати в масах українську національну свідомість шляхом упровадження рідної мови в усі ланки освітньої мережі, пресу, літературу тощо, виступали за широке дослідження і популяризацію місцевої історії як невід'ємної частини історії всієї України. У своїй боротьбі за якнайширшу участь корінного українського населення Закарпаття в усіх сферах місцевого громадського та суспільно-політичного життя «Будителі» публічно критикували колонізаторський режим австро-угорської влади, політику мадяризації та онімечення українців. «Будителі» започаткували процес українського культурно-національного відродження на Закарпатті, сприяли розширенню зв'язків краю з Галичиною та Наддніпрянщиною, з прогресивними вченими та літераторами Росії, з пропагандистами ідеї загальнослов'янського відродження в Чехії, Словаччині, Польщі, Сербії, Хорватії.
Народні пісні збирав і видавав перший ректор створеного в 1834 році Київського університету Михайло Максимович. Вивчення стародавніх пам'яток літератури і порівняльні дослідження слов'янських говірок допомогли йому створити правопис для сучасної української мови.
В Галичині виник гурток «Руська трійця» на чолі з Маркіяном Шашкевичем. Згодом у Києві було створене Кирило-Мефодіївське братство, яке оголосило своєю метою створення конфедерації слов'янських народів.